# Easy to Love
Easy to Love (bra: Fácil de Amar) é um filme musical estadunidense de 1953 dirigido por Charles Walters e coreografado por Busby Berkeley. É estrelado por Esther Williams, Van Johnson e Tony Martin.
O longa-metragem foi anunciado pela outubro de 1952. E teve cenas parcialmente filmadas em Cypress Gardens a partir de 12 de fevereiro de 1953.

## Sinopse
Julie apresenta-se no Cypress Garden e está apaixonada por seu patrão Ray Lloyd, sem ser correspondida. Triste com a situação, ela fica mais decepcionada quando ele a chama para ir a Nova York.

## Elenco
- Esther Williams como Julie Hallerton
- Van Johnson como Ray Lloyd
- Tony Martin como Barry Gordon
- John Bromfield como Hank
- Edna Skinner como Nancy Parmel
- Carroll Baker como Clarice
- Hal Borne como Melvin
- Emory Parnell como Sr. Huffnagel